# Channichthys
Channichthys är ett släkte av fiskar. Channichthys ingår i familjen Channichthyidae.
Kladogram enligt Catalogue of Life:
| Channichthys | \| \| Channichthys aelitae \| \| \| \| \| \| Channichthys bospori \| \| \| \| \| \| Channichthys irinae \| \| \| \| \| \| Channichthys mithridatis \| \| \| \| \| \| Channichthys normani \| \| \| \| \| \| Channichthys panticapaei \| \| \| \| \| \| Channichthys rhinoceratus \| \| \| \| \| \| Channichthys rugosus \| \| \| \| \| \| Channichthys velifer \| \| \| \| |
|              | \| \| Channichthys aelitae \| \| \| \| \| \| Channichthys bospori \| \| \| \| \| \| Channichthys irinae \| \| \| \| \| \| Channichthys mithridatis \| \| \| \| \| \| Channichthys normani \| \| \| \| \| \| Channichthys panticapaei \| \| \| \| \| \| Channichthys rhinoceratus \| \| \| \| \| \| Channichthys rugosus \| \| \| \| \| \| Channichthys velifer \| \| \| \| |
|              | Chaenocephalus |
|              | |
|              | Chaenodraco |
|              | |
|              | Champsocephalus |
|              | |
|              | Chionobathyscus |
|              | |
|              | Chionodraco |
|              | |
|              | Cryodraco |
|              | |
|              | Dacodraco |
|              | |
|              | Neopagetopsis |
|              | |
|              | Pagetopsis |
|              | |
|              | Pseudochaenichthys |
|              | |
|              | Channichthys aelitae |
|              | |
|              | Channichthys bospori |
|              | |
|              | Channichthys irinae |
|              | |
|              | Channichthys mithridatis |
|              | |
|              | Channichthys normani |
|              | |
|              | Channichthys panticapaei |
|              | |
|              | Channichthys rhinoceratus |
|              | |
|              | Channichthys rugosus |
|              | |
|              | Channichthys velifer |
|              | |

|  | Channichthys aelitae      |
|  |                           |
|  | Channichthys bospori      |
|  |                           |
|  | Channichthys irinae       |
|  |                           |
|  | Channichthys mithridatis  |
|  |                           |
|  | Channichthys normani      |
|  |                           |
|  | Channichthys panticapaei  |
|  |                           |
|  | Channichthys rhinoceratus |
|  |                           |
|  | Channichthys rugosus      |
|  |                           |
|  | Channichthys velifer      |
|  |                           |